# Ferrari 250
Ferrari 250 — сімейство спортивних автомобілів, які виробляються невеликими партіями з 1953 по 1964 рік італійським виробником Ferrari. Під назвою Ferrari 250 також було виготовлено кілька гоночних автомобілів. 250-й був наступником моделей Ferrari 166, 195 і 212. 
Число 250 в назві автомобіля показує об’єм кожного циліндра двигуна в кубічних сантиметрах.
В 1964 році серійна модель Ferrari 250 була замінена наступником Ferrari 275, обидві моделі комплектувалися двигуном Ferrari V12 Colombo.

## Гоночні моделі
Типовий для Ferrari, двигун Colombo V12 дебютував на 250 в перегонах на кільцевих трасах.

### 225 S

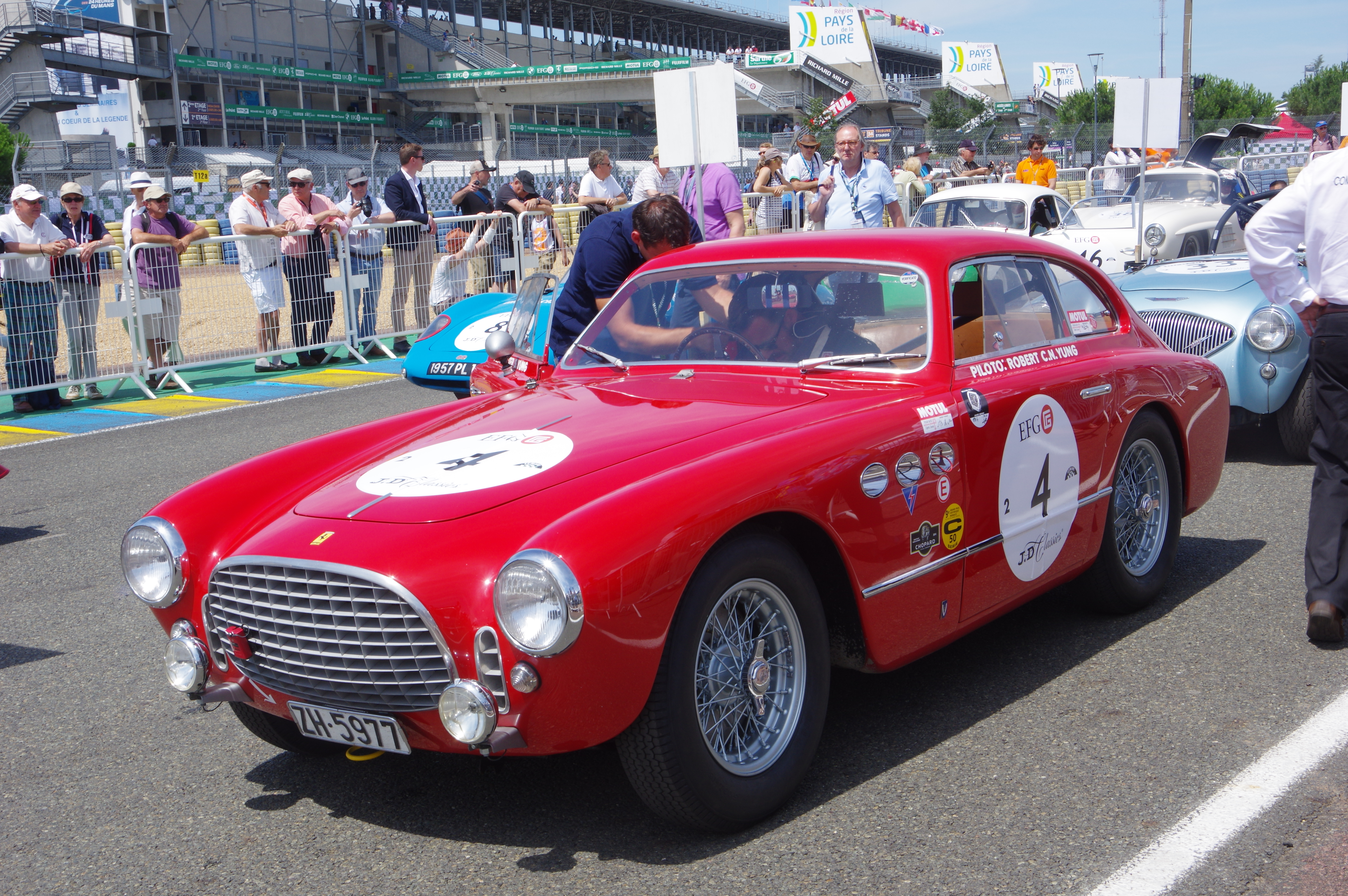
Ferrari 225 S

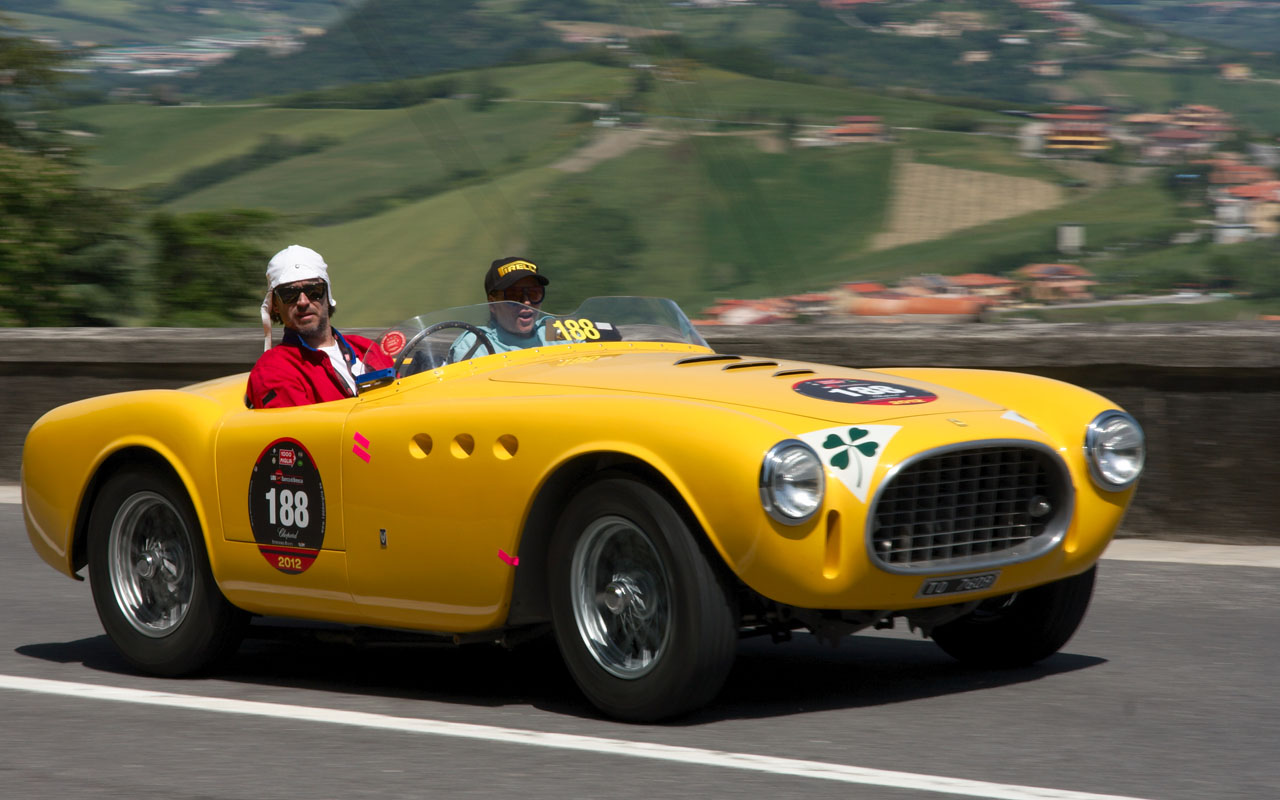
Ferrari 225 S Vignale

Попередником моделі 250 була модель 225 S розроблена Джиро ді-Сицилія в 1952 році. Два 2-місних спортивних прототипів були побудовані Vignale: відкритий баркетта і закритого купе. Сім 225 S автомобілі брали участь у змаганнях Mille Miglia у 1952 році, але вони були затьмарені більш потужними двигунами 250 С. Також ця модель перша із Ferrari тестувалась на треке Автодром Енцо та Діно Феррарі в Імола.

### 250 S

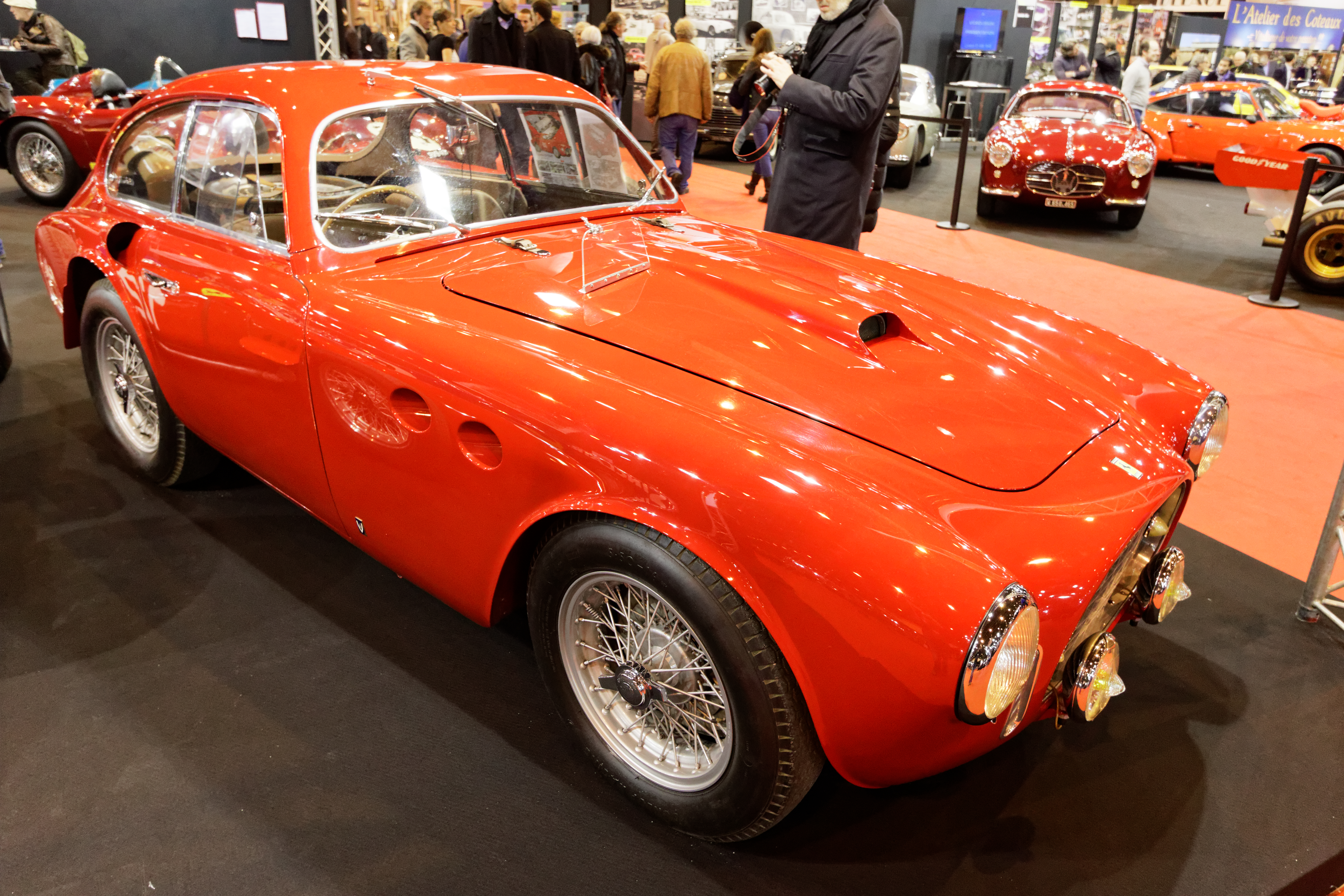
Ferrari 250 S

Першою модифікацією з серії 250 стала 250 S з кузовом berlinetta, яка брала участь в 1952 році в «Мілле Мілья». Новітній продукт компанії Ferrari був довірений для випробування водіям Джованні Бракко і Альфонсо Рольф, а також групі гонщиків Mercedes-Benz 300SL - Рудольфу Караччиоло, Герману Лангу і Карлу Клінга. Машину з меншим за потужністю двигуном 230 к.с. (169 кВт) легко обганяли на довгих прямих відрізках, але вона добре показала себе на звивистих і горбистих ділянках, тому Бракко лідирував на фініші. Ця ж машина пізніше брала участь в 24 годинах Ле-Мана і Carrera Panamericana.

### 250 MM

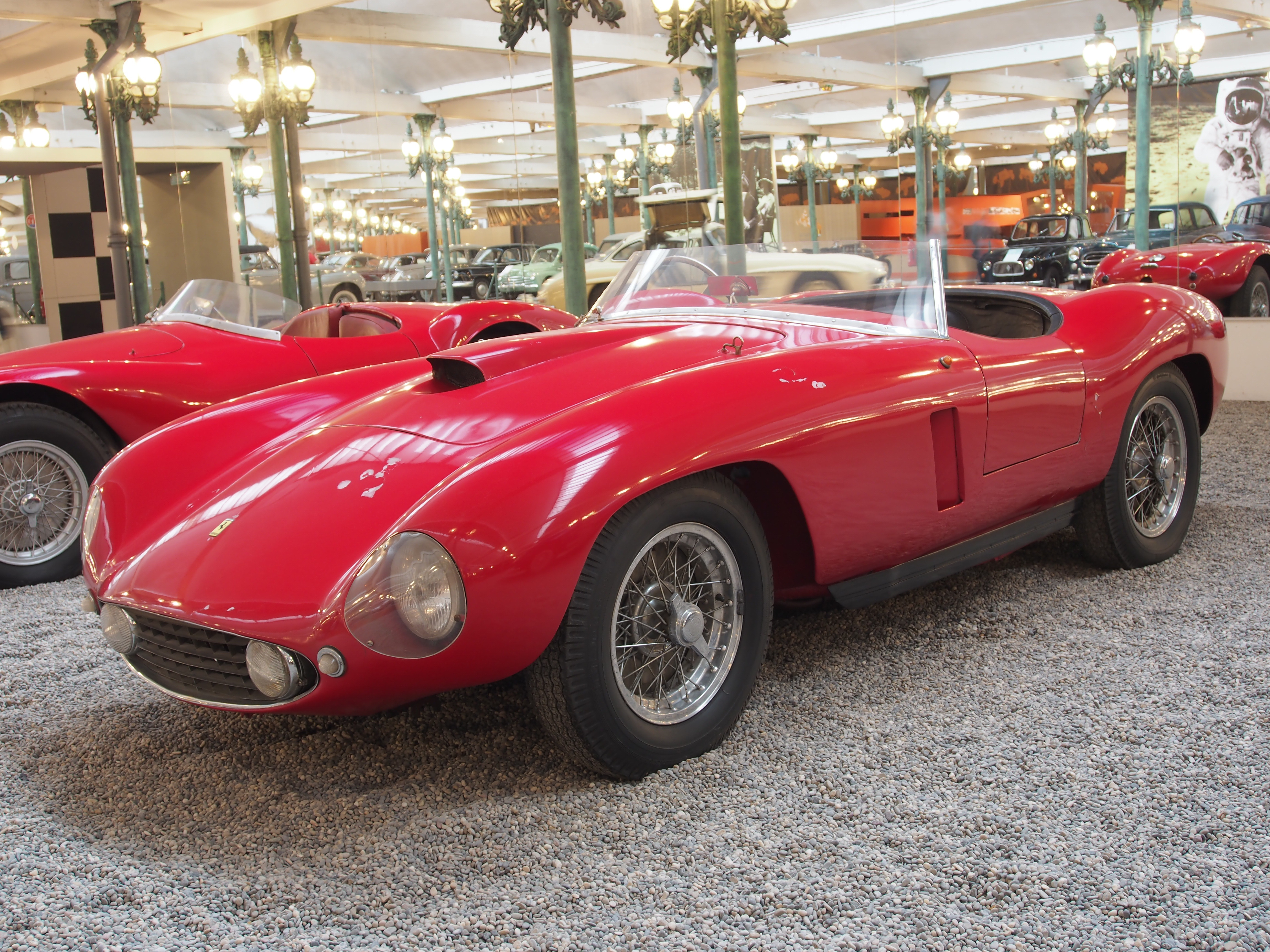
Ferrari 250 MM

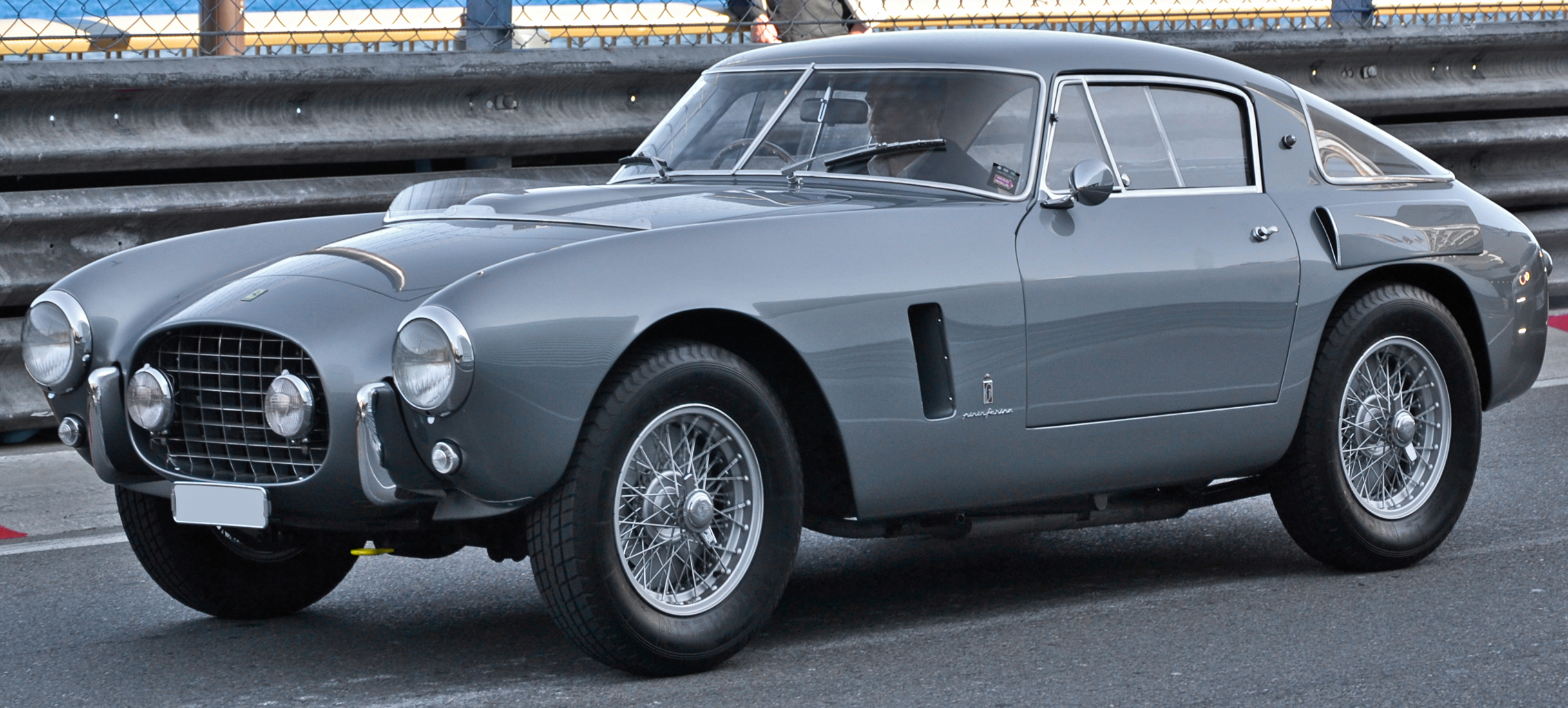
Ferrari 250 MM (Pininfarina)

У 1952 році Ferrari представила на Паризькому автосалоні нове шасі для двигуна 250, особливо відзначаючи при цьому успіх 250 S в «Мілле Мілья». Кузов був створений дизайнерською фірмою Pininfarina і нове купе 250 MM представлено на Женевському автосалоні в 1953 році. Цей автомобіль був простий за сучасними стандартом, але мав певний стиль з невеликими радіаторними гратами і панорамним вікном заднього виду. Фірма Carrozzeria Vignale з відкритою версією barchetta заклала нову основу стилю з утопленими фарами і бічними отворами, яка стала основною для машин Ferrari 1950-х років.
Колісна база 250 MM стала більшою, ніж у 250 S, збільшившись до 2420 мм, також збільшилася загальна маса до 850 кг. Потужність склала 240 к.с. (177 кВт).
Як і 250 S, 250 MM була спортивним автомобілем, що дебютував на Giro di Sicilia з водієм Пауло Марцотто. 250 MM з кузовом Carrozzeria Morelli під керуванням Клементе Біондетті прийшла четвертою в «Мілле Мілья» 1954 року. Двигун V12 на 250 MM був замінений на 4-циліндровий 625 TF і пізніше, в 1953 році, на 735 S.

### 250 Monza

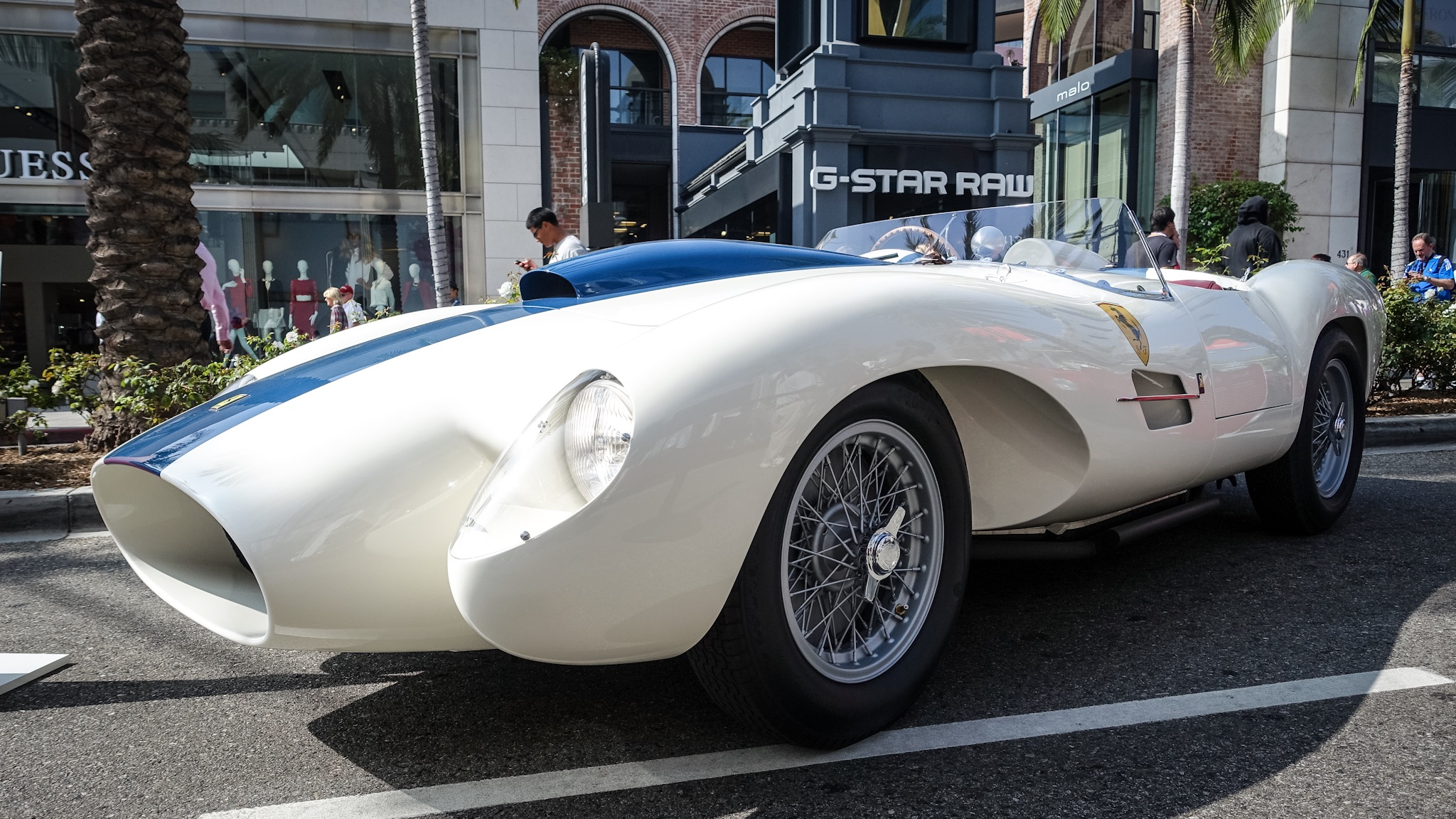
Ferrari 250 Monza

Своєрідним гібридом - з легким 4-циліндровим двигуном 750 Monza і короткою колісною базою Ferrari 250 стала модель 250 Monza. Перші два автомобіля були побудовані фірмою Pininfarina з використанням вузлів Ferrari 750 Monza і Ferrari 500 Mondial, ще два - виробником автомобільних кузовів Carrozzeria Scaglietti. Хоча ця модель використовувалася в якості навчальної до 1956 року, вона не здобула великого успіху і в подальшому злиття шасі 250 і кузовів Monza не практикувалося.

### 250 Testarossa

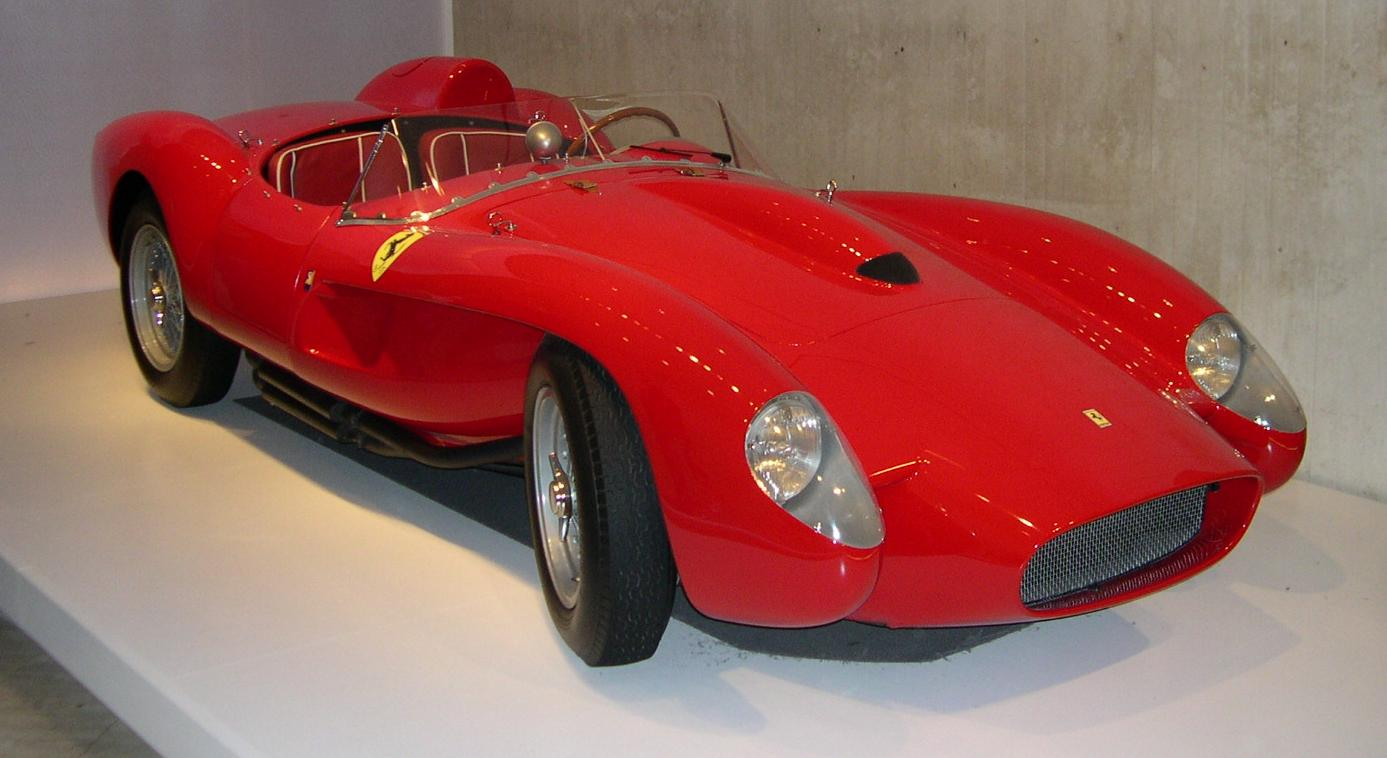
Ferrari 250 Testa Rossa

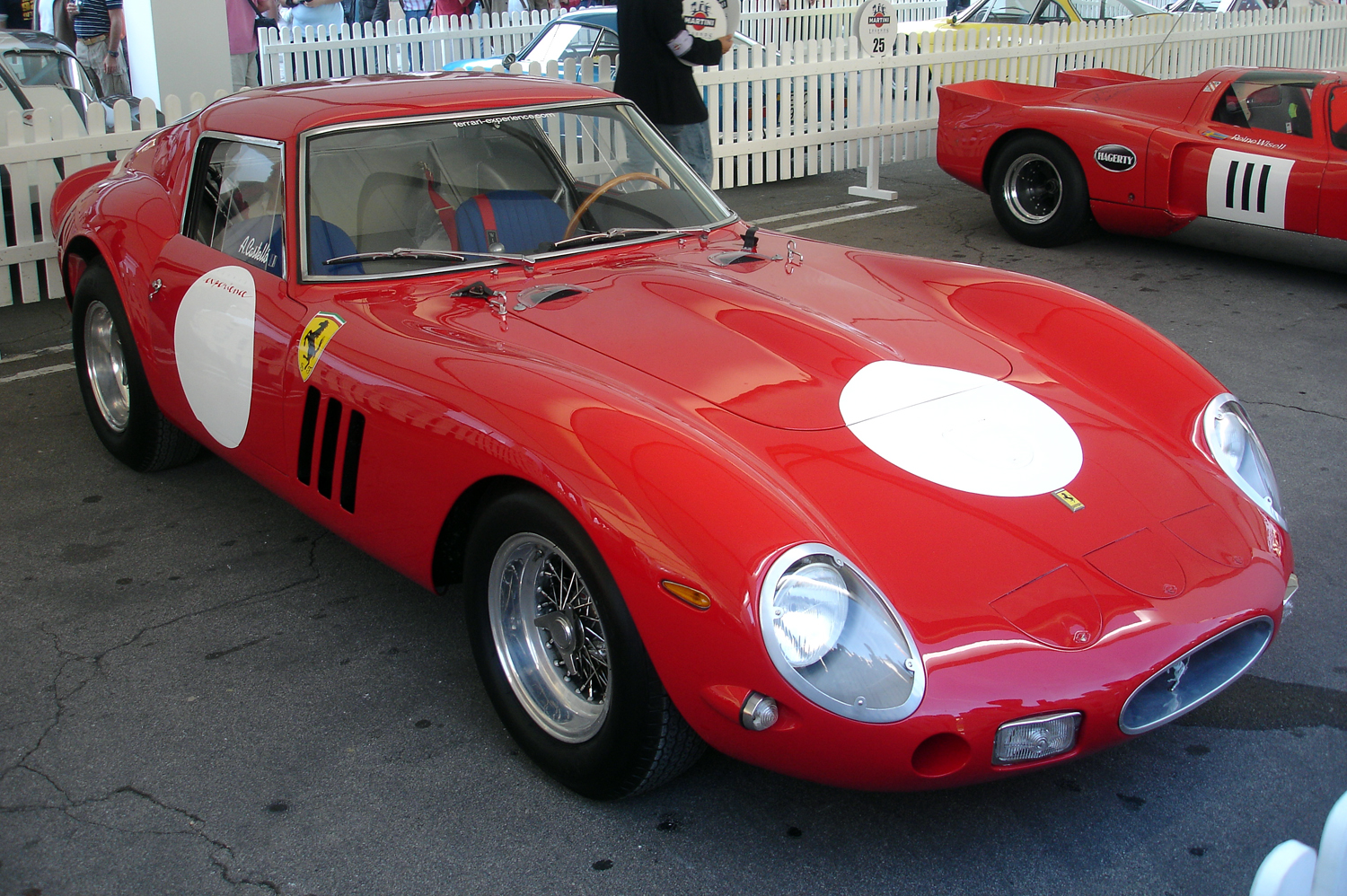
Ferrari 250 GTO

Гоночна 250 Testa Rossa стала одним з найуспішніших гоночних автомобілів Ferrari, здобувший три перемоги в Ле-Мані, чотири - в Себрингу і ще дві - в Буенос-Айресі. Надалі продана на аукціоні за рекордні 12,2 мільйона доларів.

### 250 GTO
Ferrari 250 GTO був розроблений для гонок і випускався в період з 1962 по 1964 рік. 250 GTO/64 являла собою рестайлінгову версію. Всього випущено 36 машин.

### 250 P

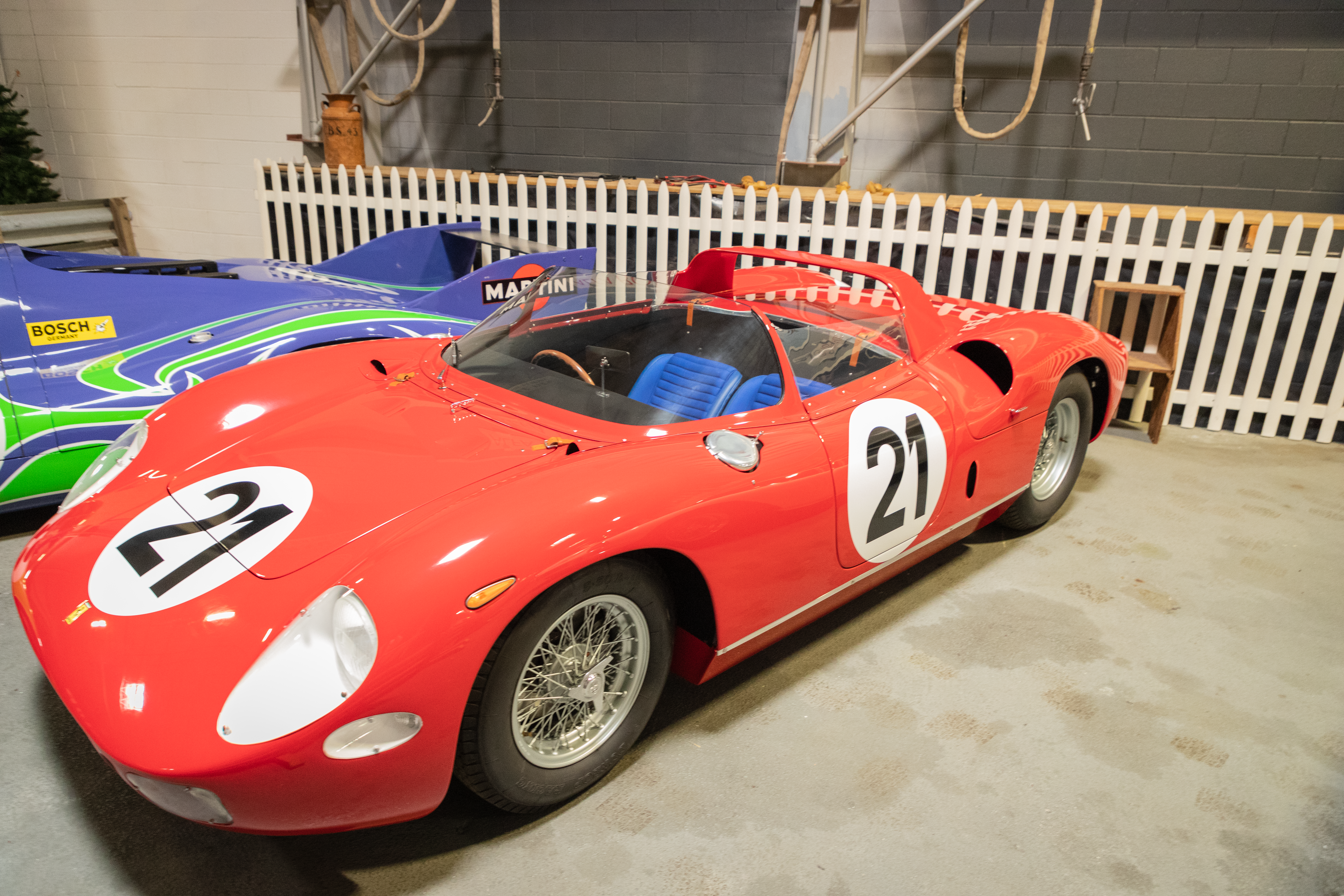
Ferrari 250 P

250 P була гоночним прототипом, побудованим в 1963 році. Двигун 250 від Testarossa встановлювався в середині, на шасі серії P.

### 250 LM

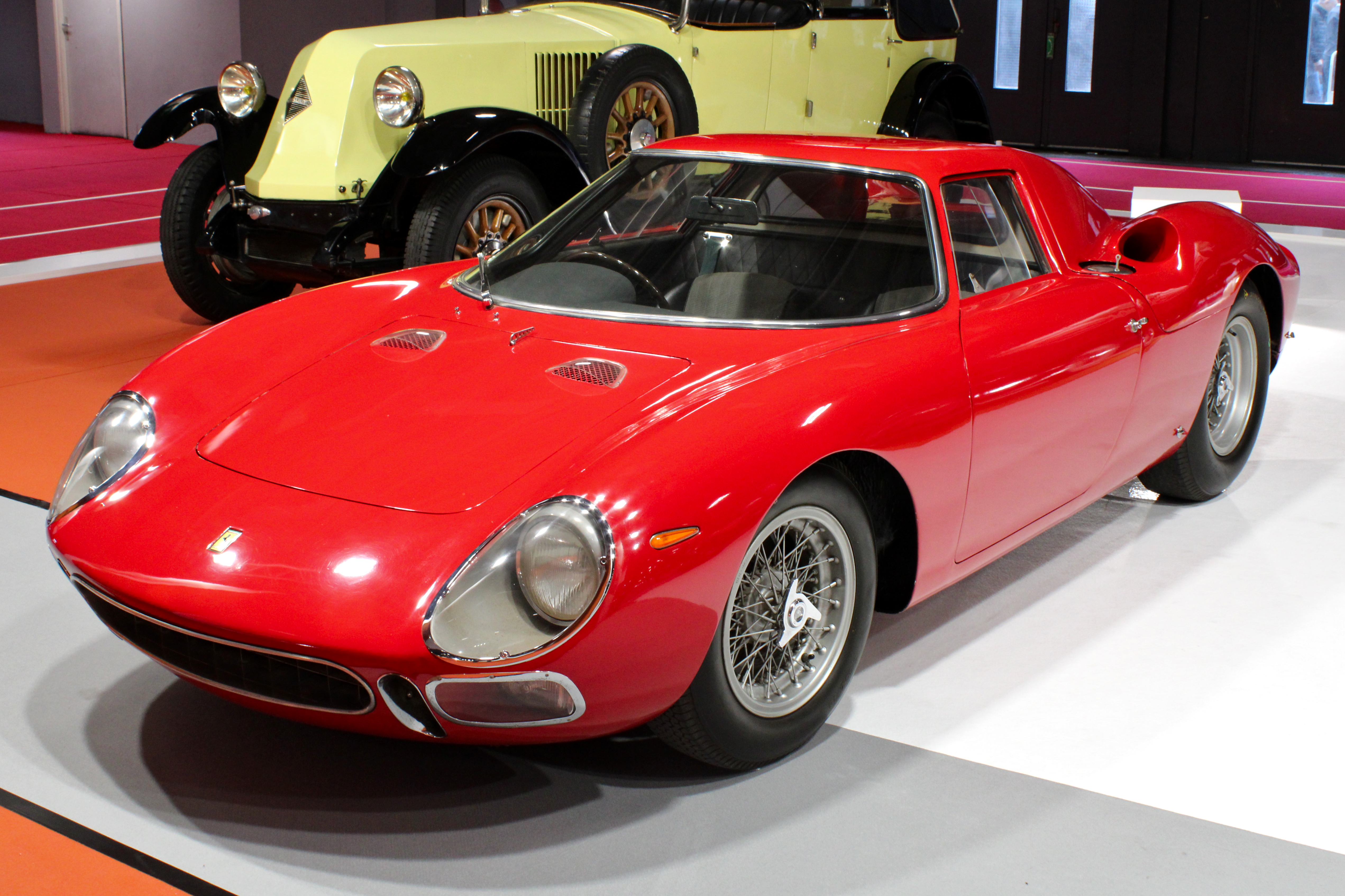
Ferrari 250 LM

В листопаді 1963 року у Парижі представлений спорткар Ferrari 250 LM, що був успішним для приватних гонщиків по всьому світу. Примітно, що на 250 LM гонщики команди North American Racing Team Йохен Ріндт і Masten Григорій у 1965 році виграли 24 години Ле-Мана. Близько 32 моделей були побудовані в 1964 і 1965 роках, з усіма, але перші мали об'єм двигуна від 3,3 л 320 к.с. (238 кВт), хоча назва не змінилася зі збільшенням об'єму. Повністю незалежна підвіска на подвійних поперечних важелях підвіски, рейкового рульового управління та чотирьох дискових гальмів. Ferrari планував, що на 250 LM буде омологірованний для гонок в групі 3 автомобілі Grand Touring, однак у квітні 1964 року FIA відмовилася зробити це, так як Ferrari побудували значно менше, ніж 100 одиниць. Тому 250 LM довелося їздити як прототип поки не був омологовані в групі 4 для сезону 1966 року.

## 250 Export / Europa

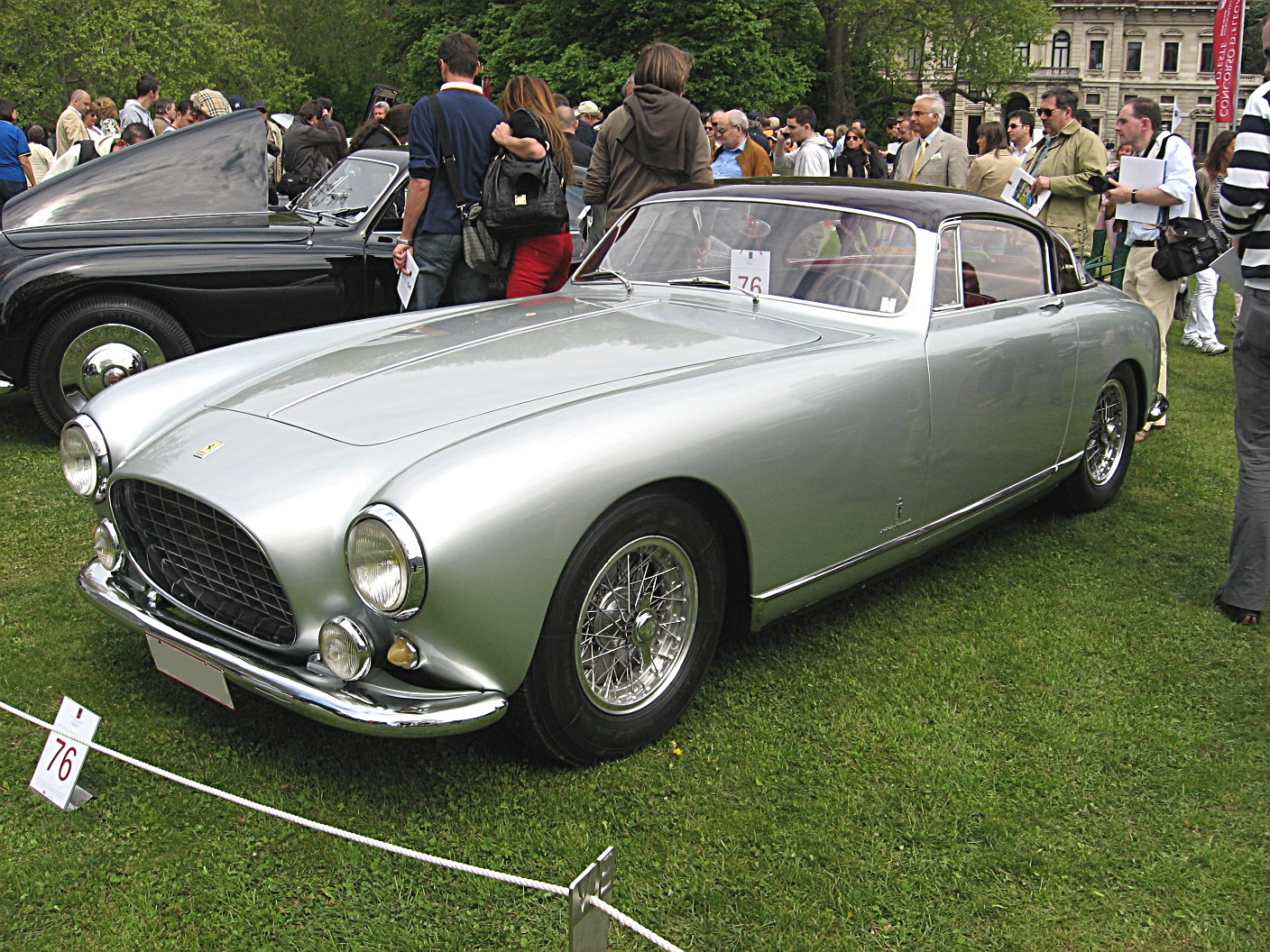
Ferrari 250 Europa

Сімейство Export і Europa випускалося в 1953 році і відрізнялося використанням іншого двигуна, Lampredi V12 об'ємом 2953 см3, розробленого для Формули-1.

### 250 Export
Модель 250 Export була схожа на 250 MM з колісною базою 2400 мм. Єдиною відмінністю був двигун Lampredi потужністю 220 к.с. (162 кВт). Представлена на Паризькому автосалоні 1953 року.

### 250 Europa
250 Europa, також представлена в 1953 році в Парижі, виглядала зовсім інакше. Розмір колісної бази становив 2800 мм, а кузов - від Ferrari America, також створений Pininfarina і Vignale. Випущена 21 машина.

## Автомобілі GT
Дизайн 250 став дуже ефектним як на гоночному треку, так і на звичайній вулиці. Було побудовано безліч варіантів 250 в гоночній або вуличній комплектації.

### 250 GT Berlinetta «Tour de France»

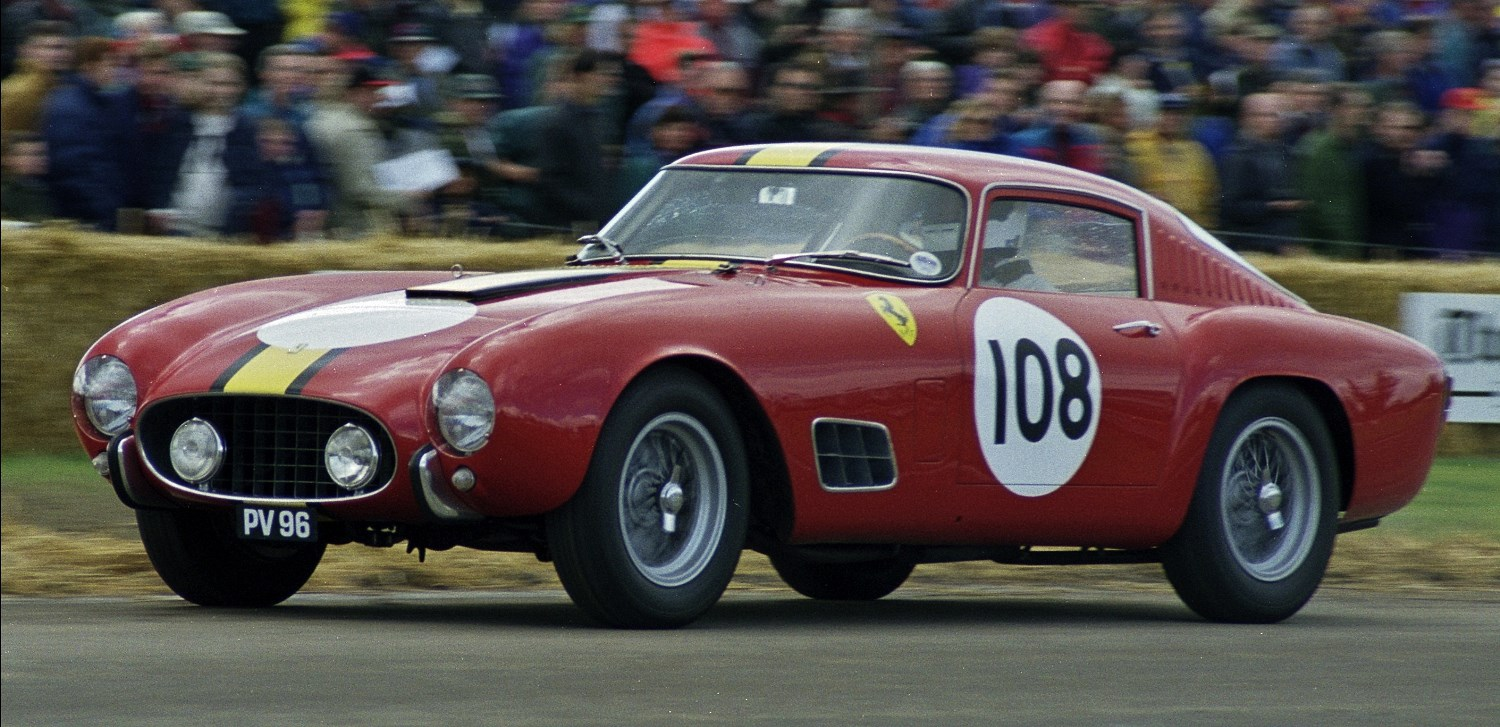
Ferrari 250 GT Berlinetta TdF

Дорожній та гоночний автомобіль категорії GT. Competizione - з італ. - "Змагання". Також відомий як 250 GT Tour de France (TdF).
Розроблений у співпраці з Pininfarina (загальна ідея) та Carozzeria Scaglietti (практична споруда та щорічний рестайлінг). Невелика кількість одиниць побудована Zagato. Кузов – повністю алюмінієвий. Випускався чотирма серіями в період 1956-1959 років (фактично автомобілі кожного наступного року випуску відрізнялися від машин року попереднього). Стилістика кузовів першої серії характеризувалася округлими лініями та відсутністю бамперів, наступні три рестайлінги були представлені більш незграбними лініями, з іншою формою фар, з різною кількістю вентиляційних отворів на стійках і з бамперами, встановленими на дорожніх екземплярах, тоді як на гоночних вони майже завжди були відсутні.
Конструктивно Ferrari 250 GT Berlinetta Competizione побудований на новому для Ferrari рамно-лонжеронному шасі з колісною базою в 260 см., пружинною передньою підвіскою, ресорною задньою і циліндричними гідравлічними амортизаторами Houdaille, що став надалі основою для всіх автомобілів Ferrari категорії GT періоду 1955- крім стандартного розміру колісної бази, що отримав і коротку версію SWB (Short Wheel Base) 240 см.
Двигун - Colombo V12, потужністю 240-260 к.с. Колісна база - 260 см.
Вироблено 73 одиниці. Ціна дорожньої версії в США – 11000 доларів.
Один із найуспішніших гоночних автомобілів Ferrari: 179 перемог у гонках різного рівня в період 1955-1967 років.

### 250 GT Berlinetta SWB

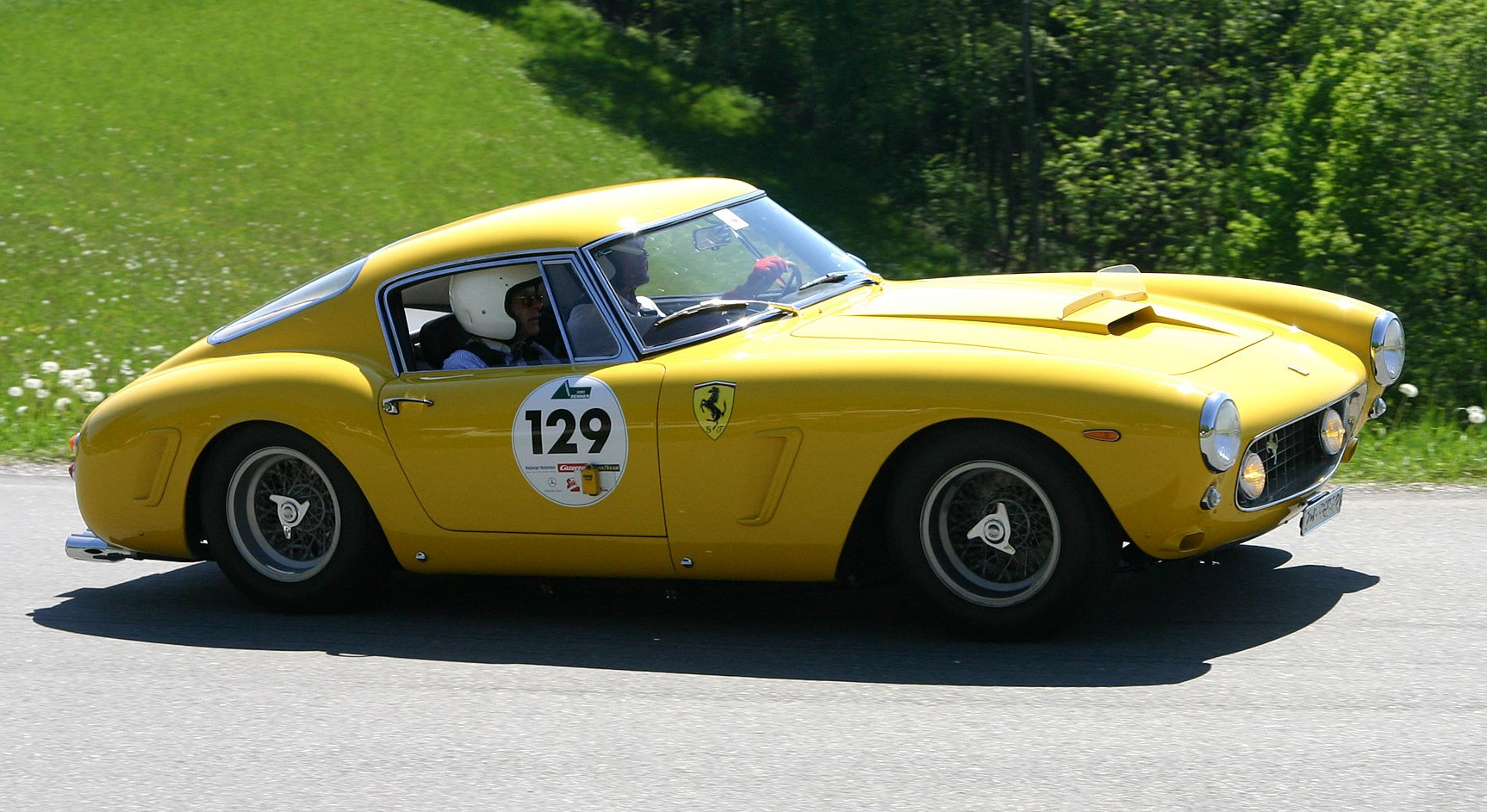
Ferrari 250 GT Berlinetta

Одні з найбільш відомих гоночних GT в цей час були 250 GT Berlinetta SWB з короткою колісною базою 2400 мм. Побудовано 176 екземплярів з використанням сталі та алюмінію в дорожній («Lusso») і гоночній обробках. Потужність двигуна складала від 240 к.с. (177 кВт) до 280 к.с. (206 кВт).
Розробкою 250 GT Berlinetta SWB займалися такі досвідчені гонщики, як Джіотто Біззаріні, Карло Чити і молодий Мауро Форжіері, які також створили 250 GTO. Дискові гальма вперше встановлювалися на гоночні Ferrari GT, а поєднання малої ваги, великої потужності і збалансованої підвіски зробило цю машину дуже конкурентоспроможною. Вперше представлена в Парижі в жовтні 1959 році.
У 2004 році журнал Sports Car International помістив цю машину на сьоме місце в рейтингу кращих спортивних автомобілів 1960-х років. Журнал Motor Trend Classic присвоїв машині п'яте місце з десяти в списку «кращих Ferrari всіх часів».

### 330 America
На 330 America встановлювалося шасі 250, але з іншим двигуном робочим об'ємом 4,0 л. Всі випущено 50 автомобілів цієї модифікації.

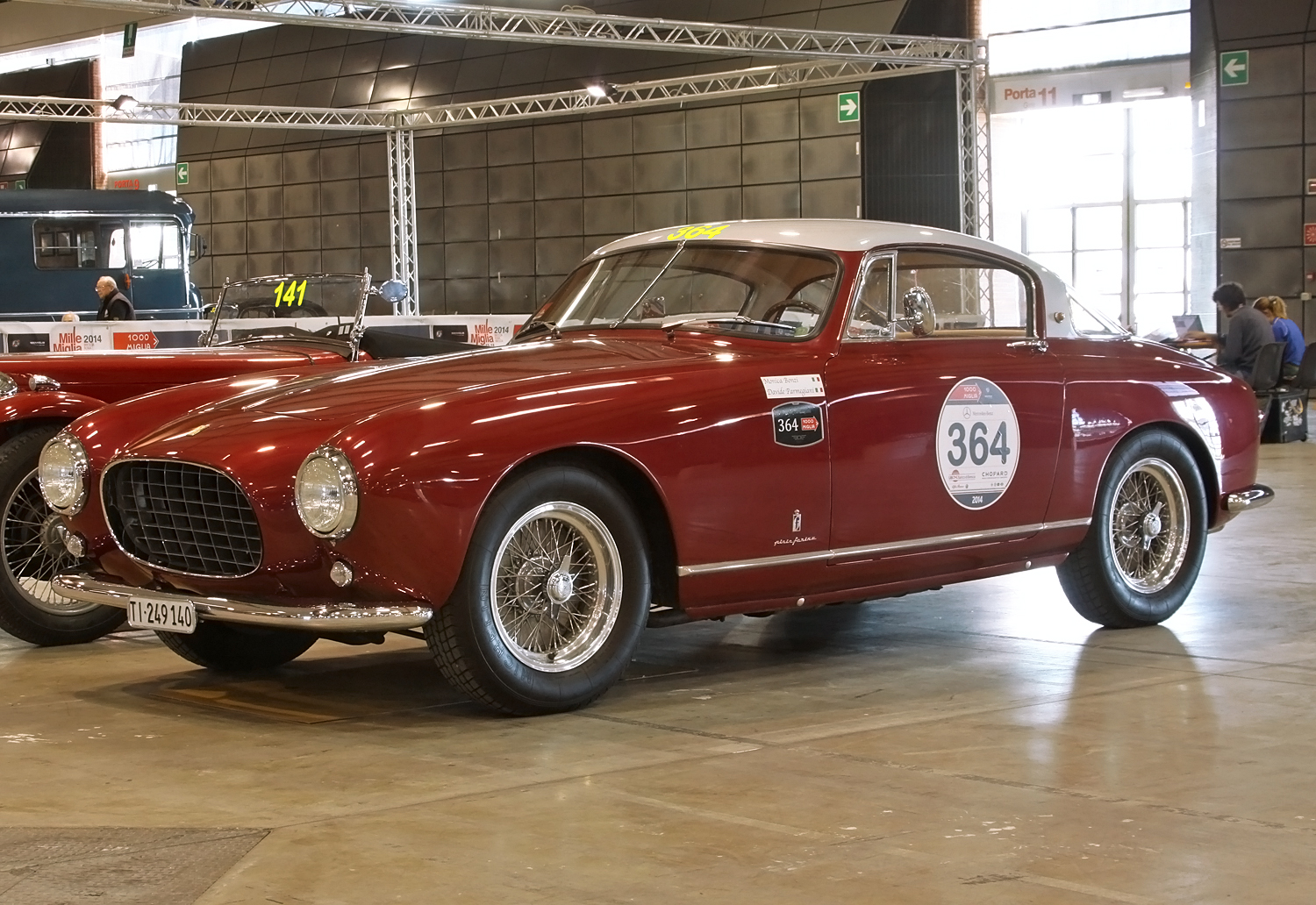
Ferrari 250 Europa GT
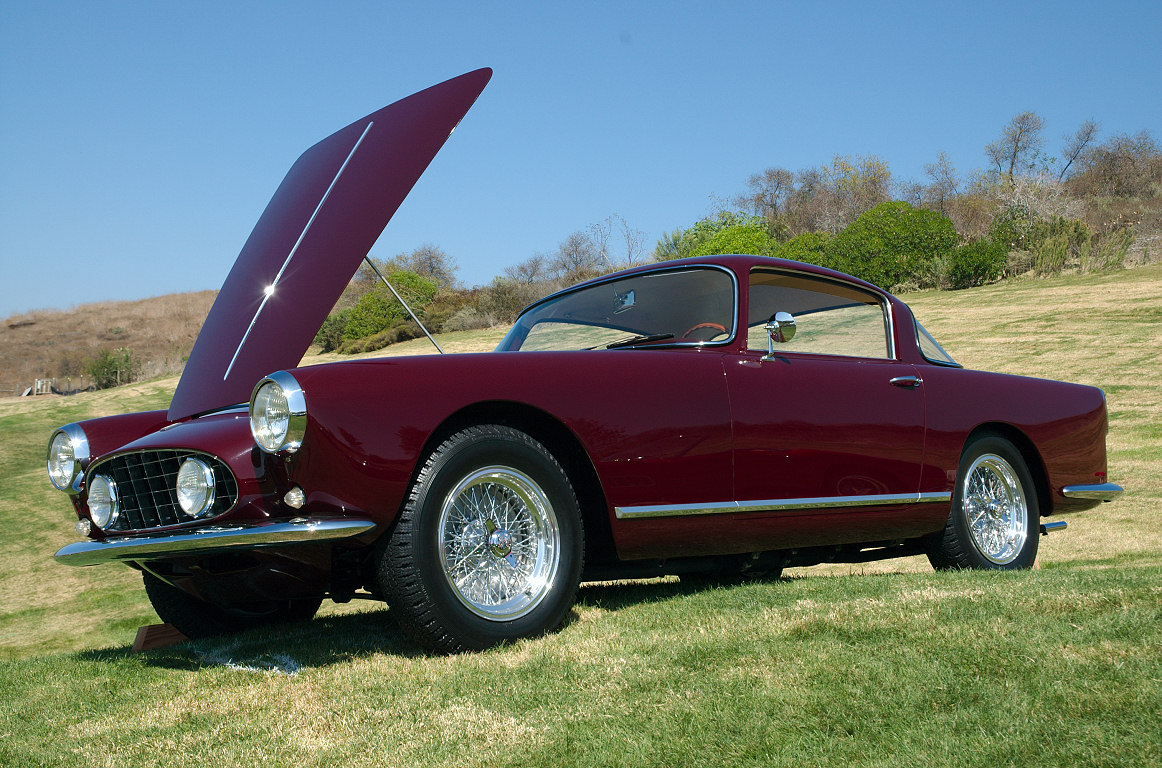
Ferrari 250 GT Ellena
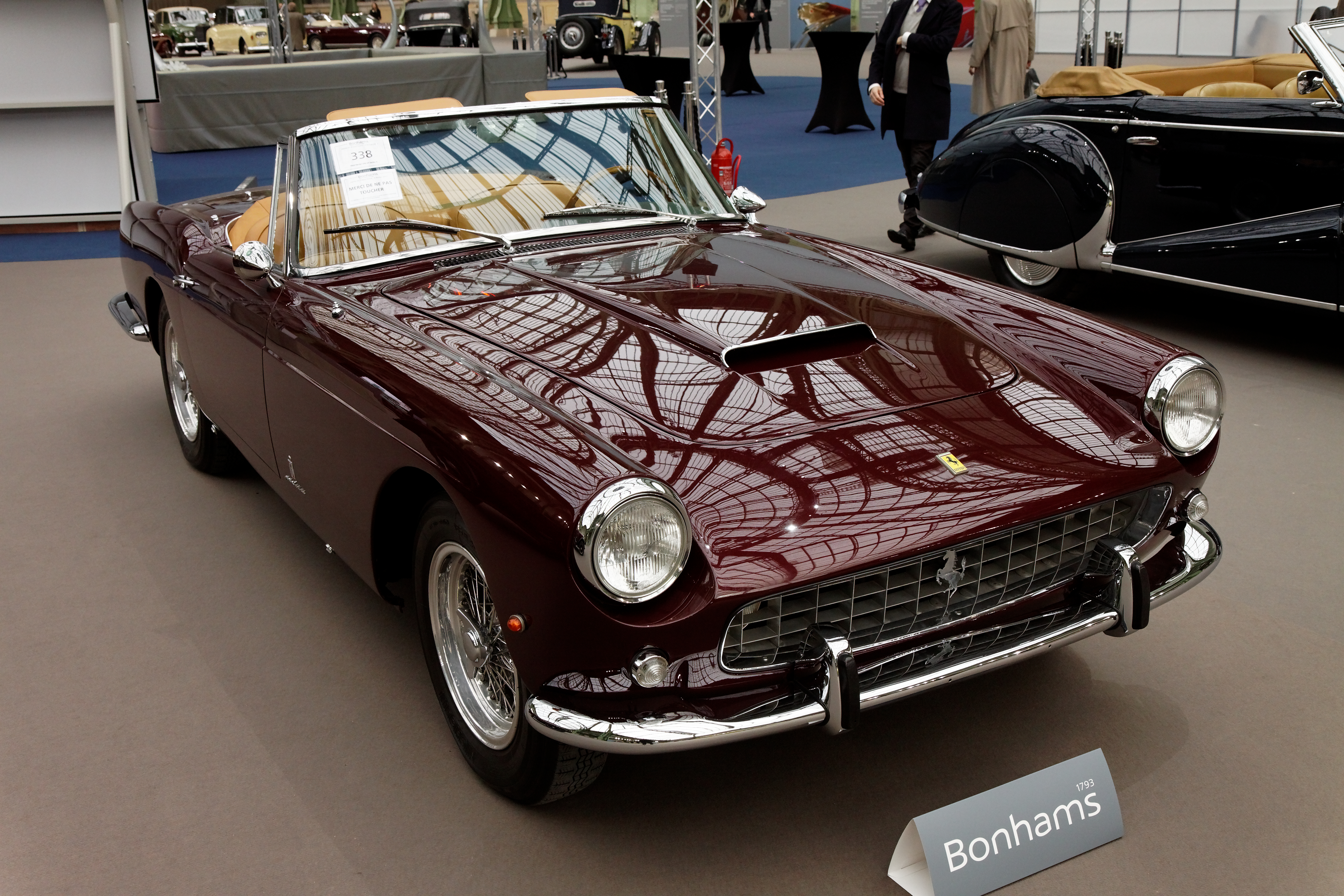
Ferrari 250 GT Cabriolet Pinin Farina
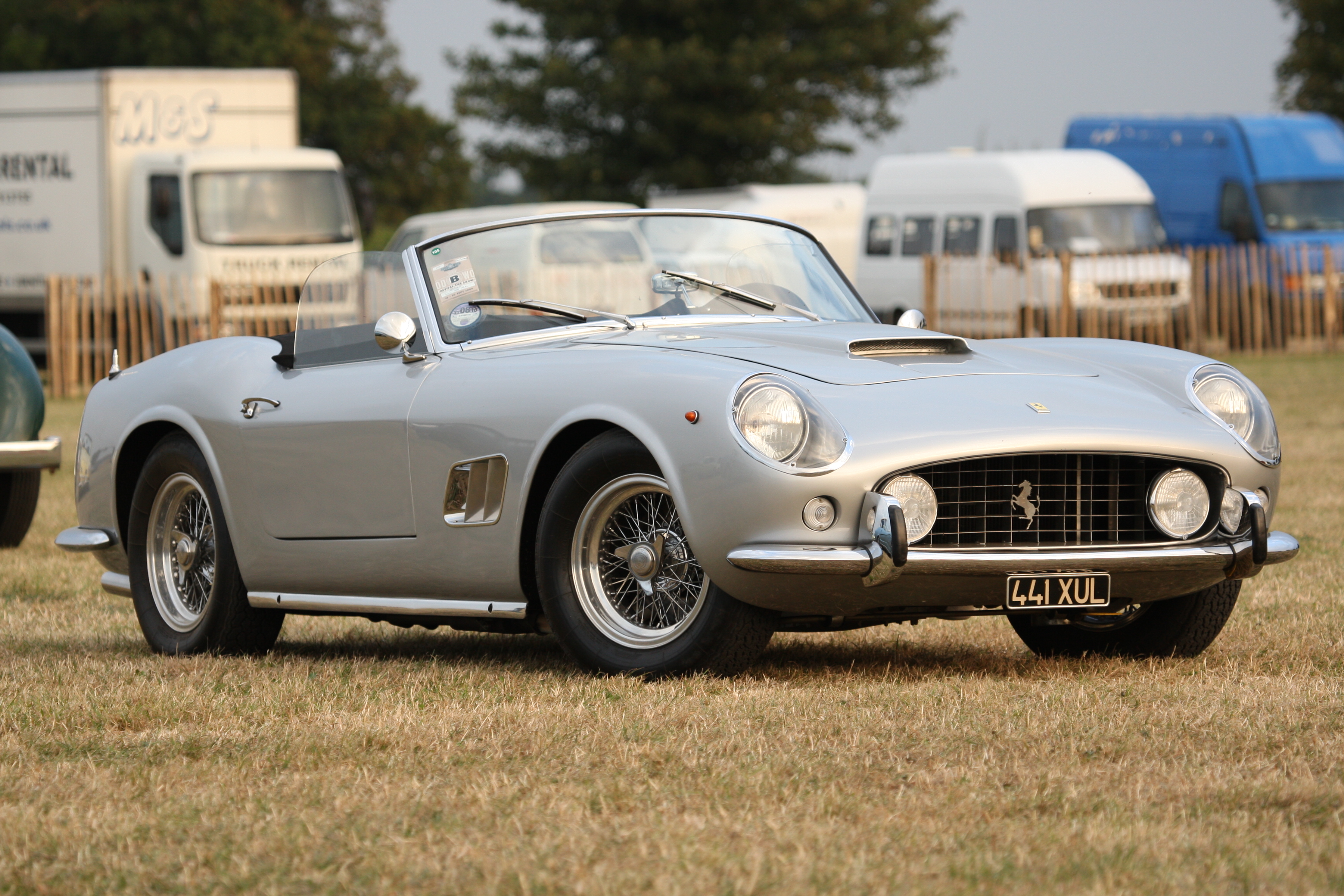
250 GT California Spyder
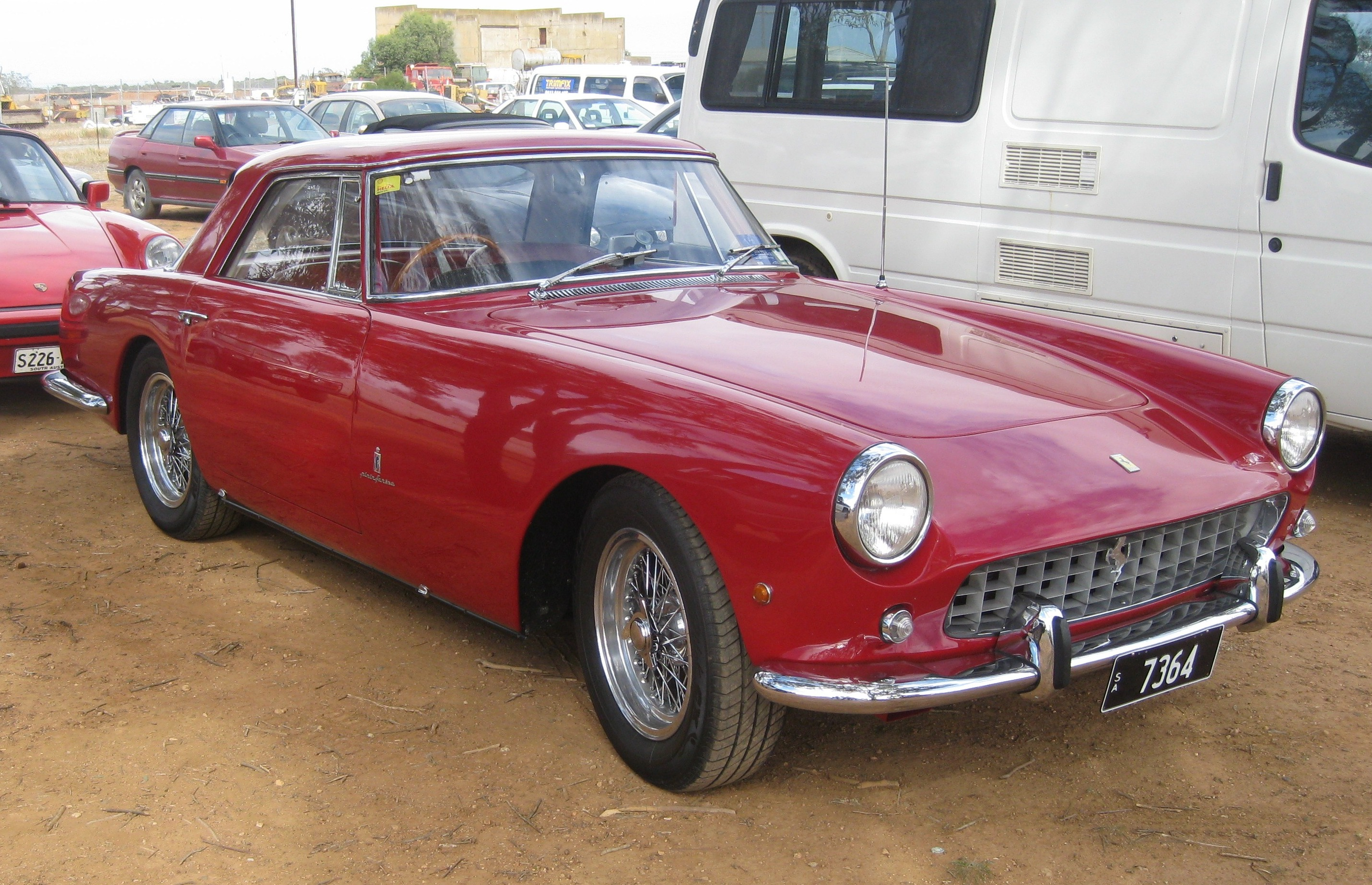
Ferrari 250 GT Coupé Pininfarina
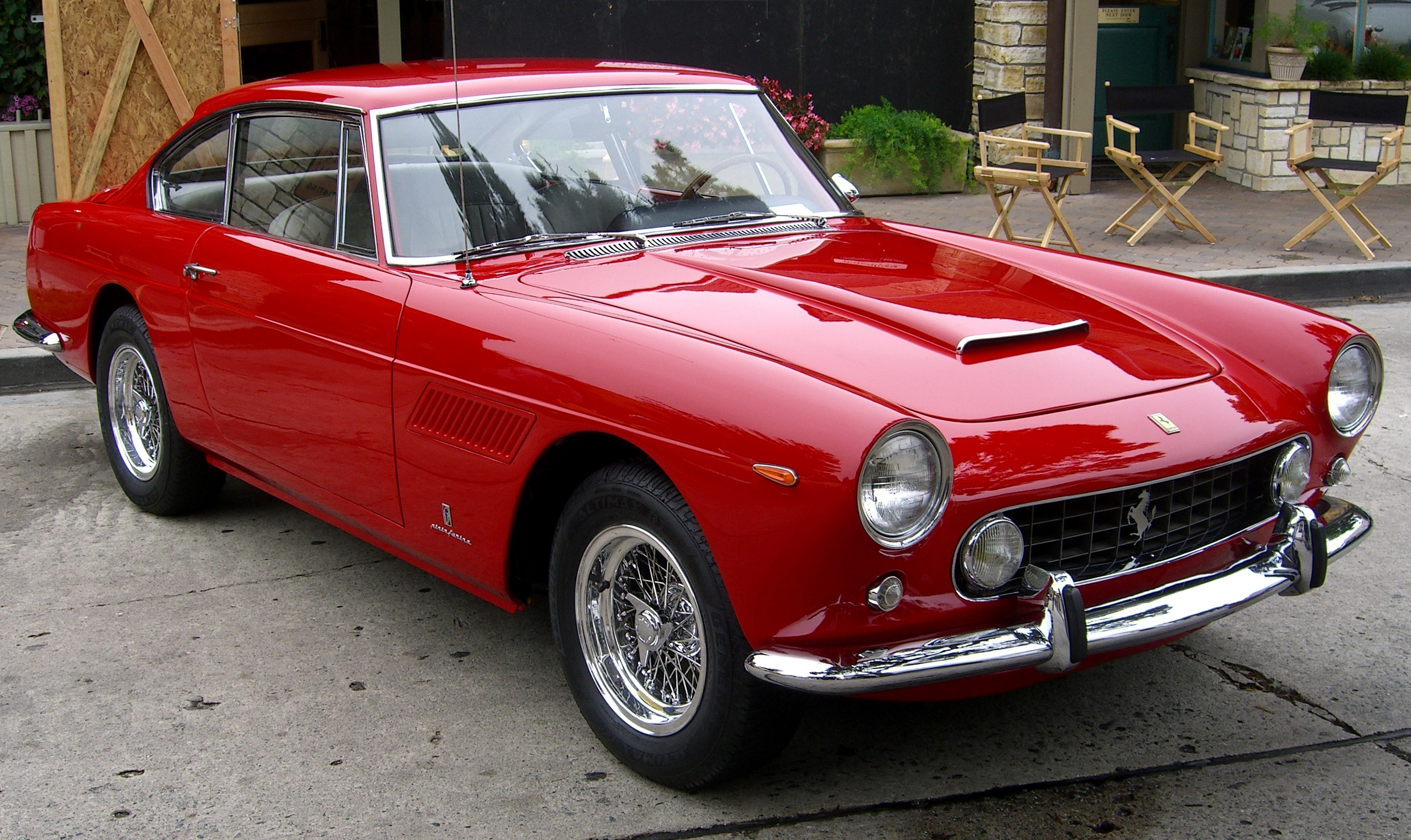
Ferrari 250 GTE
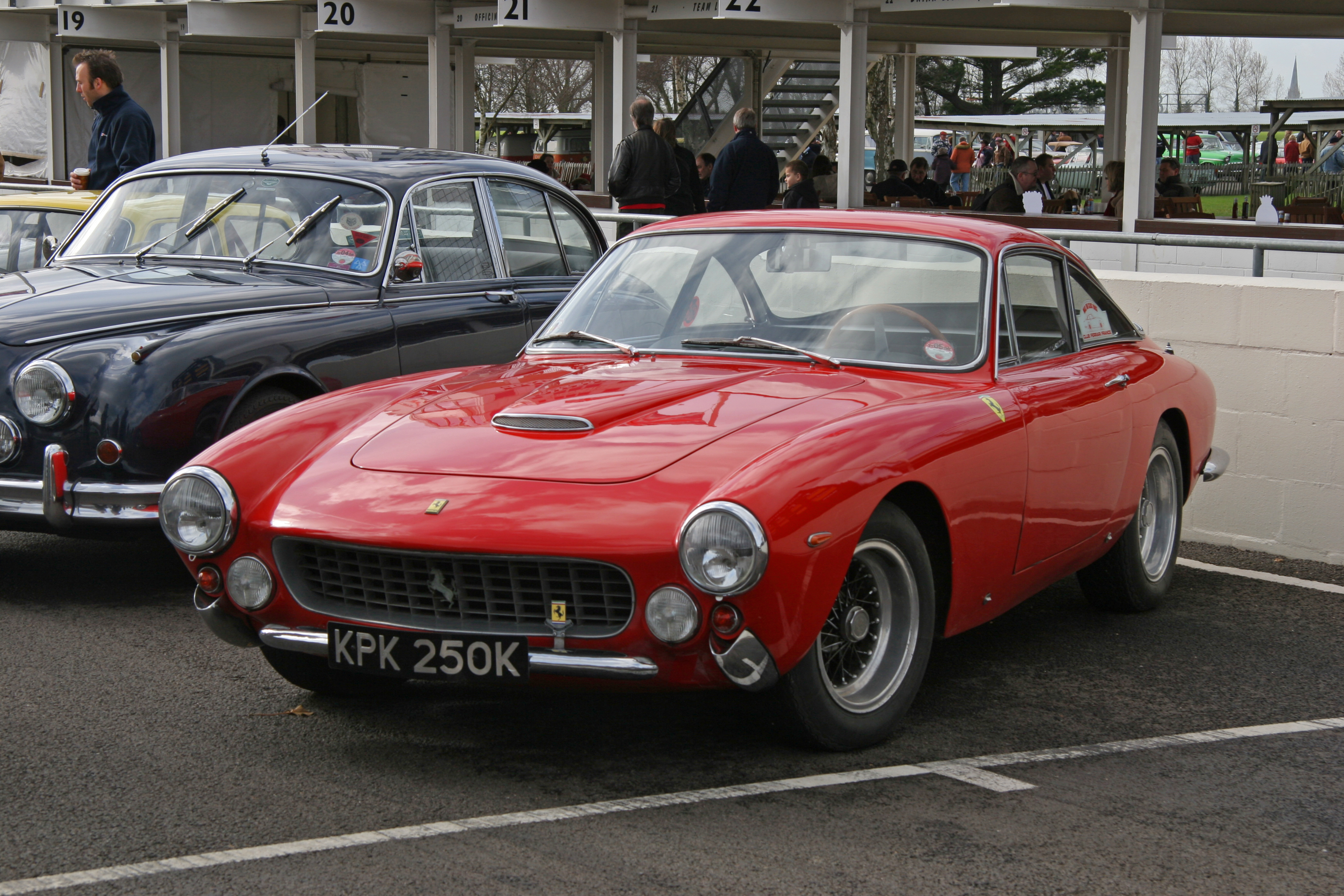
Ferrari 250 GT Lusso
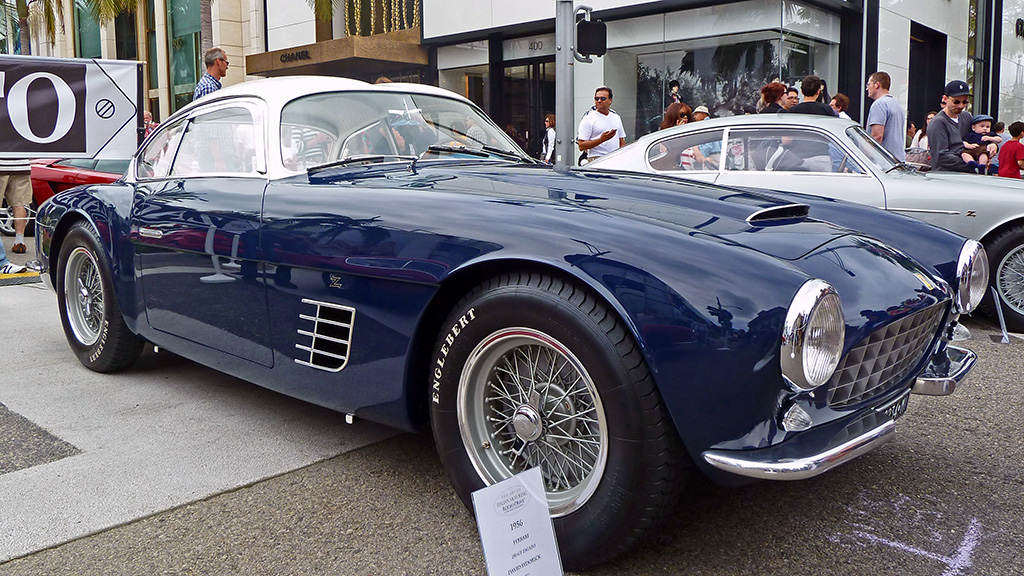
Ferrari 250 GT Zagato

## Ferrari 250 в історії Lamborghini
Виробник тракторів Ферруччо Ламборгіні мав три Ferrari 250 серії: купе 250 GT з кузовом Pininfarina, 250 SWB Berlinetta з кузовом Scaglietti і 4-місний 250 від Pininfarina. Він поскаржився Енцо Феррарі на часті проблеми зі зчепленням і надалі вирішив розробити власний спортивний автомобіль класу GT. Надалі Ламборгіні найняв колишніх інженерів Ferrari для розробки нової машини.

## У комп'ютерних іграх
- Машина є в DLC Joes Adventure у Грі Мафія 2. У грі машина називається Delizia GrandeAmerica і є найшвидшою.